# Душан Богичевић
Душан Богичeвић (Смедерево, 28. април 1990) српски веслачки репрезентативац, тростуки освајач медаља на европским првенствима у дубул скулу.
Веслањем се почео бавити 2001. са 11 година у веслачком клубу Смедерево. На прво велико међународно такмичење отишао је 2007. У Кину, веслајући у ЈМ+4 (јуниорском четврерац скулу) на светско јунорско првенство. Завршили су као 12.
После овог првенства прелази у дубл скул и са Јованом Јовановићем на Светском првехству за јуниоре 2008. и Линцу заузимају 9 место. Од 2009. весла у сениорској конкуренцији са Марком Марјановићем, када на Свестском првенству у Познању освајају 6 местоа, а исте године на Европском првенству у Бресту су трећи. Још већи успех постижу на Европском првенству 2011. у Пловдиву освајањем другог места.
У квалификацијама за Летње олимпијске игре морао је променити партнера јер је Марјановић покушао да се огледа у скифу. Са Александром Филиповићем није успео да се пласира за Лондон.